# Domène
Domène är en kommun i departementet Isère i regionen Auvergne-Rhône-Alpes i sydöstra Frankrike. Kommunen ligger i kantonen Domène som tillhör arrondissementet Grenoble. År 2022 hade Domène 6 777 invånare.

## Befolkningsutveckling
Antalet invånare i kommunen Domène
Referens:INSEE